# Leichtathletik-Hallenweltmeisterschaften 1991
Die 3. Leichtathletik-Hallenweltmeisterschaften fanden vom 8. bis 10. März 1991 in Sevilla im Palacio Municipal de Deportes San Pablo statt.
Zum ersten Mal wurde ein Dreisprungwettbewerb der Frauen durchgeführt, jedoch lediglich als Demonstrationssportart.

## Männer

### 60 m
| Platz | Athlet           | Land | Zeit (s) |
| ----- | ---------------- | ---- | -------- |
| 1     | Andre Cason      | USA  | 6,54     |
| 2     | Linford Christie | GBR  | 6,55     |
| 3     | Chidi Imoh       | NGR  | 6,60     |
| 4     | Ben Johnson      | CAN  | 6,61     |
| 5     | Andrés Simón     | CUB  | 6,61     |
| 6     | Joel Isasi       | CUB  | 6,64     |
| 7     | Witali Sawin     | URS  | 6,66     |
| 8     | Bruny Surin      | CAN  | 6,66     |

Finale am 8. März

### 200 m
| Platz | Athlet             | Land | Zeit (s) |
| ----- | ------------------ | ---- | -------- |
| 1     | Nikolaj Antonow    | BUL  | 20,67    |
| 2     | Linford Christie   | GBR  | 20,72    |
| 3     | Ade Mafe           | GBR  | 20,92    |
| 4     | Thomas Jefferson   | USA  | 21,11    |
| 5     | Miguel Ángel Gómez | ESP  | 21,29    |
| 6     | Andrei Fedoriw     | URS  | 21,65    |

Finale am 10. März

### 400 m
| Platz | Athlet          | Land | Zeit (s) |
| ----- | --------------- | ---- | -------- |
| 1     | Devon Morris    | JAM  | 46,17    |
| 2     | Samson Kitur    | KEN  | 46,21    |
| 3     | Cayetano Cornet | ESP  | 46,52    |
| 4     | Charles Jenkins | USA  | 47,18    |
| 5     | Howard Burnett  | JAM  | 47,84    |
| 6     | Alvin Daniel    | TRI  | 62,39    |

Finale am 10. März

### 800 m
| Platz | Athlet          | Land | Zeit (min) |
| ----- | --------------- | ---- | ---------- |
| 1     | Paul Ereng      | KEN  | 1:47,08    |
| 2     | Tomás de Teresa | ESP  | 1:47,82    |
| 3     | Simon Hoogewerf | CAN  | 1:47,88    |
| 4     | Stanley Redwine | USA  | 1,47,98    |
| 5     | Joachim Dehmel  | GER  | 1,50,58    |
| 6     | William Tanui   | KEN  | DQ         |

Finale am 10. März
Tanui erreichte in 1:46,94 min als Erster das Ziel, wurde aber disqualifiziert, weil er nach dem Start zu früh seine vorgegebene Bahn verlassen hatte.

### 1500 m
| Platz | Athlet             | Land | Zeit (min) |
| ----- | ------------------ | ---- | ---------- |
| 1     | Noureddine Morceli | ALG  | 3:41,57    |
| 2     | Fermín Cacho       | ESP  | 3:42,68    |
| 3     | Mário Silva        | POR  | 3:43,85    |
| 4     | Marcus O’Sullivan  | IRL  | 3:44,79    |
| 5     | Han Kulker         | NED  | 3:45,93    |
| 6     | Jeff Atkinson      | USA  | 3:46,25    |
| 7     | Michael Busch      | GER  | 3:46,72    |
| 8     | Abdelaziz Sahere   | MAR  | 3:47,04    |

Finale am 9. März

### 3000 m
| Platz | Athlet              | Land | Zeit (min) |
| ----- | ------------------- | ---- | ---------- |
| 1     | Frank O’Mara        | IRL  | 7:41,14    |
| 2     | Hammou Boutayeb     | MAR  | 7:43,64    |
| 3     | Robert Denmark      | GBR  | 7:43,90    |
| 4     | Mogens Guldberg     | DEN  | 7:44,76    |
| 5     | John Scherer        | USA  | 7:45,12    |
| 6     | Pascal Thiébaut     | FRA  | 7:47,51    |
| 7     | José Luis González  | ESP  | 7:48,44    |
| 8     | Mathias Ntawulikura | RWA  | 7:48,92    |

Finale am 10. März

### 60 m Hürden
| Platz | Athlet           | Land | Zeit (s) |
| ----- | ---------------- | ---- | -------- |
| 1     | Greg Foster      | USA  | 7,45     |
| 2     | Igors Kazanovs   | URS  | 7,47     |
| 3     | Mark McKoy       | CAN  | 7,49     |
| 4     | Emilio Valle     | CUB  | 7,60     |
| 5     | Sjarhei Ussau    | URS  | 7,66     |
| 6     | Philippe Tourret | FRA  | 7,66     |
| 7     | George Boroi     | ROU  | 7,67     |
| 8     | Jack Pierce      | USA  | 7,68     |

Finale am 9. März

### 4 × 400 m Staffel
| Platz | Land               | Athleten                                                                         | Zeit (min) |
| ----- | ------------------ | -------------------------------------------------------------------------------- | ---------- |
| 1     | Deutschland        | Rico Lieder Jens Carlowitz Karsten Just Thomas Schönlebe                         | 3:03,05 WR |
| 2     | Vereinigte Staaten | Raymond Pierre Charles Jenkins Andrew Valmon Antonio McKay                       | 3:03,24    |
| 3     | Italien            | Marco Vaccari Vito Petrella Alessandro Aimar Andrea Nuti                         | 3:05,51    |
| 4     | Australien         | Paul Greene Mark Garner Rohan Robinson Steven Perry                              | 3:08,49    |
| 5     | Sowjetunion        | Wjatscheslaw Kotscherjagin Dmitri Golowastow Wladimir Prossin Waleri Starodubzew | 3:09,20    |
| 6     | Jamaika            | Devon Morris Lay Lynval Evon Clarke Howard Burnett                               | 3:10,33    |

Finale am 10. März

### 5000 m Gehen
| Platz | Athlet                 | Land | Zeit (min)  |
| ----- | ---------------------- | ---- | ----------- |
| 1     | Michail Schtschennikow | URS  | 18:23,55 WR |
| 2     | Giovanni De Benedictis | ITA  | 18:23,60    |
| 3     | Franz Kaszjukewitsch   | URS  | 18:47,05    |
| 4     | Miguel Ángel Prieto    | ESP  | 18:53,83    |
| 5     | Valentí Massana        | ESP  | 19:08,79    |
| 6     | Sándor Urbanik         | HUN  | 19:11,85    |
| 7     | Bernd Gummelt          | GER  | 19:21,97    |
| 8     | Jimmy McDonald         | IRL  | 19:24,91    |

Finale am 10. März

### Hochsprung
| Platz | Athlet           | Land | Höhe (m) |
| ----- | ---------------- | ---- | -------- |
| 1     | Hollis Conway    | USA  | 2,40     |
| 2     | Artur Partyka    | POL  | 2,37     |
| 3     | Javier Sotomayor | CUB  | 2,31     |
| 3     | Alexei Jemelin   | URS  | 2,31     |
| 5     | Stevan Zorić     | YUG  | 2,31     |
| 6     | Charles Austin   | USA  | 2,31     |
| 6     | Sorin Matei      | ROU  | 2,31     |
| 8     | Tim Forsyth      | AUS  | 2,28     |

Finale am 10. März

### Stabhochsprung
| Platz | Athlet            | Land | Höhe (m) |
| ----- | ----------------- | ---- | -------- |
| 1     | Serhij Bubka      | URS  | 6,00     |
| 2     | Viktor Rijenkov   | URS  | 5,80     |
| 3     | Ferenc Salbert    | FRA  | 5,70     |
| 4     | Kory Tarpenning   | USA  | 5,70     |
| 5     | Hermann Fehringer | AUT  | 5,70     |
| 6     | Peter Widén       | SWE  | 5,60     |
| 7     | Javier García     | ESP  | 5,60     |
| 8     | Bernhard Zintl    | GER  | 5,50     |

Finale am 9. März

### Weitsprung
| Platz | Athlet                  | Land | Weite (m) |
| ----- | ----------------------- | ---- | --------- |
| 1     | Dietmar Haaf            | GER  | 8,15      |
| 2     | Jaime Jefferson         | CUB  | 8,04      |
| 3     | Giovanni Evangelisti    | ITA  | 7,93      |
| 4     | Konstandinos Koukodimos | GRE  | 7,92      |
| 5     | Bogdan Tudor            | ROU  | 7,88      |
| 6     | Robert Změlík           | TCH  | 7,83      |
| 7     | Dmitri Bagrjanow        | URS  | 7,82      |
| 8     | André Müller            | GER  | 7,75      |

Finale am 9. März

### Dreisprung
| Platz | Athlet           | Land | Weite (m) |
| ----- | ---------------- | ---- | --------- |
| 1     | Ihar Lapschyn    | URS  | 17,31     |
| 2     | Leonid Woloschin | URS  | 17,04     |
| 3     | Tord Henriksson  | SWE  | 16,80     |
| 4     | Zou Sixin        | CHN  | 16,78     |
| 5     | Volker Mai       | GER  | 16,74     |
| 6     | Chen Yanping     | CHN  | 16,70     |
| 7     | Dario Badinelli  | ITA  | 16,62     |
| 8     | Frank Rutherford | BAH  | 16,61     |

Finale am 10. März

### Kugelstoßen
| Platz | Athlet            | Land | Weite (m) |
| ----- | ----------------- | ---- | --------- |
| 1     | Werner Günthör    | SUI  | 21,17     |
| 2     | Klaus Bodenmüller | AUT  | 20,42     |
| 3     | Ron Backes        | USA  | 20,06     |
| 4     | Pétur Guðmundsson | ISL  | 19,81     |
| 5     | Lars Arvid Nilsen | NOR  | 19,69     |
| 6     | Gert Weil         | CHI  | 19,56     |
| 7     | Oliver-Sven Buder | GER  | 19,41     |
| 8     | Art McDermott     | USA  | 19,03     |

Finale am 8. März

## Frauen

### 60 m
| Platz | Athletin        | Land | Zeit (s) |
| ----- | --------------- | ---- | -------- |
| 1     | Irina Sergejewa | URS  | 7,02     |
| 2     | Merlene Ottey   | JAM  | 7,08     |
| 3     | Liliana Allen   | CUB  | 7,12     |
| 4     | Gwen Torrence   | USA  | 7,13     |
| 5     | Pauline Davis   | BAH  | 7,16     |
| 6     | Katrin Krabbe   | GER  | 7,20     |
| 7     | Michelle Finn   | USA  | 7,23     |
| 8     | Sisko Hanhijoki | FIN  | 7,25     |

Finale am 8. März

### 200 m
| Platz | Athletin            | Land | Zeit (s) |
| ----- | ------------------- | ---- | -------- |
| 1     | Merlene Ottey       | JAM  | 22,24 WR |
| 2     | Irina Sergejewa     | URS  | 22,41    |
| 3     | Grit Breuer         | GER  | 22,58    |
| 4     | Andrea Thomas       | GER  | 22,94    |
| 5     | Galina Maltschugina | URS  | 23,20    |
| 6     | Sisko Hanhijoki     | FIN  | 24,10    |

Finale am 10. März

### 400 m
| Platz | Athletin             | Land | Zeit (s) |
| ----- | -------------------- | ---- | -------- |
| 1     | Diane Dixon          | USA  | 50,64    |
| 2     | Sandra Myers         | ESP  | 50,99    |
| 3     | Anita Protti         | SUI  | 51,41    |
| 4     | Aelita Jurtschenko   | URS  | 51,59    |
| 5     | Jearl Miles          | USA  | 52,00    |
| 6     | Ljudmyla Dschyhalowa | URS  | 52,19    |

Finale am 10. März

### 800 m
| Platz | Athletin          | Land | Zeit (min) |
| ----- | ----------------- | ---- | ---------- |
| 1     | Christine Wachtel | GER  | 2:01,51    |
| 2     | Violeta Beclea    | ROU  | 2:01,75    |
| 3     | Ella Kovacs       | ROU  | 2:01,79    |
| 4     | Ljubow Gurina     | URS  | 2:02,04    |
| 5     | Charmaine Crooks  | CAN  | 2:02,27    |
| 6     | Meredith Rainey   | USA  | 2:04,82    |

Finale am 10. März

### 1500 m
| Platz | Athletin             | Land | Zeit (min) |
| ----- | -------------------- | ---- | ---------- |
| 1     | Ljudmila Rogatschowa | URS  | 4:05,09    |
| 2     | Ivana Kubešová       | TCH  | 4:06,22    |
| 3     | Tudorița Chidu       | ROU  | 4:06,27    |
| 4     | Doina Melinte        | ROU  | 4:06,65    |
| 5     | Yvonne van der Kolk  | NED  | 4:06,86    |
| 6     | Yvonne Mai           | GER  | 4:07,30    |
| 7     | Alisa Harvey-Hill    | USA  | 4:08,54    |
| 8     | Gina Procaccio       | USA  | 4:19,51    |

Finale am 10. März

### 3000 m
| Platz | Athletin           | Land | Zeit (min) |
| ----- | ------------------ | ---- | ---------- |
| 1     | Marie-Pierre Duros | FRA  | 8:50,69    |
| 2     | Margareta Keszeg   | ROU  | 8:51,51    |
| 3     | Ljubow Kremljowa   | URS  | 8:51,90    |
| 4     | Albertina Dias     | POR  | 8:55,45    |
| 5     | Carita Sunell      | FIN  | 8:56,11    |
| 6     | Rosario Murcia     | FRA  | 8:56,20    |
| 7     | Sonia McGeorge     | GBR  | 8:56,67    |
| 8     | Elaine Van Blunk   | USA  | 8:58,23    |

Finale am 9. März

### 60 m Hürden
| Platz | Athlet                 | Land | Zeit (s) |
| ----- | ---------------------- | ---- | -------- |
| 1     | Ljudmila Naroschilenko | URS  | 7,88     |
| 2     | Monique Éwanjé-Épée    | FRA  | 7,90     |
| 3     | Aliuska López          | CUB  | 8,03     |
| 4     | Lidija Jurkowa         | URS  | 8,03     |
| 5     | Anne Piquereau         | FRA  | 8,04     |
| 6     | Mihaela Pogăcean       | ROU  | 8,04     |
| 7     | Kim McKenzie           | USA  | 8,05     |
| 8     | Odalys Adams           | CUB  | 8,11     |

Finale am 9. März

### 4 × 400 m Staffel
| Platz | Land               | Athletinnen                                                                    | Zeit (min) |
| ----- | ------------------ | ------------------------------------------------------------------------------ | ---------- |
| 1     | Deutschland        | Sandra Seuser Katrin Schreiter Annett Hesselbarth Grit Breuer                  | 3:27,22 WR |
| 2     | Sowjetunion        | Marina Schmonina Ljudmyla Dschyhalowa Margarita Ponomarjowa Aelita Jurtschenko | 3:27,95    |
| 3     | Vereinigte Staaten | Terri Dendy Lillie Leatherwood Jearl Miles Diane Dixon                         | 3:29,00    |
| 4     | Spanien            | Sandra Myers Julia Merino Gregoria Ferrer Esther Lahoz                         | 3:31,86    |
| 5     | Frankreich         | Elsa Devassoigne Marie-Christine Cazier-Ballo Évelyne Élien Viviane Dorsile    | 3:34,05    |

Finale am 10. März

### 3000 m Gehen
| Platz | Athletin          | Land | Zeit (min)  |
| ----- | ----------------- | ---- | ----------- |
| 1     | Beate Anders      | GER  | 11:50,90 WR |
| 2     | Kerry Saxby       | AUS  | 12:03,21    |
| 3     | Ileana Salvador   | ITA  | 12:07,67    |
| 4     | Olga Kardopolzewa | URS  | 12:07,70    |
| 5     | Jelena Nikolajewa | URS  | 12:09,60    |
| 6     | Emilia Cano       | ESP  | 12:40,87    |
| 7     | Olga Sánchez      | ESP  | 12:54,40    |
| 8     | Zuzana Zemková    | TCH  | 12:59,85    |

Finale am 9. März

### Hochsprung
| Platz | Athletin                | Land | Höhe (m) |
| ----- | ----------------------- | ---- | -------- |
| 1     | Heike Henkel            | GER  | 2,00     |
| 2     | Tamara Bykowa           | URS  | 1,97     |
| 3     | Heike Balck             | GER  | 1,94     |
| 4     | Yolanda Henry           | USA  | 1,91     |
| 5     | Debbie Marti            | GBR  | 1,91     |
| 6     | Donata Jancewicz        | POL  | 1,88     |
| 6     | Jelena Rodina           | URS  | 1,88     |
| 8     | Swetlana Lessewa        | BUL  | 1,88     |
| 8     | Orlane Maria dos Santos | BRA  | 1,88     |

Finale am 9. März

### Weitsprung
| Platz | Athletin           | Land | Weite (m) |
| ----- | ------------------ | ---- | --------- |
| 1     | Laryssa Bereschna  | URS  | 6,84      |
| 2     | Heike Drechsler    | GER  | 6,82      |
| 3     | Marieta Ilcu       | ROU  | 6,74      |
| 4     | Inessa Krawez      | URS  | 6,71      |
| 5     | Niurka Montalvo    | CUB  | 6,68      |
| 6     | Nicole Boegman     | AUS  | 6,66      |
| 7     | Valentina Uccheddu | ITA  | 6,58      |
| 8     | Carol Lewis        | USA  | 6,55      |

Finale am 9. März

### Kugelstoßen
| Platz | Athletin            | Land | Weite (m) |
| ----- | ------------------- | ---- | --------- |
| 1     | Sui Xinmei          | CHN  | 20,54     |
| 2     | Huang Zhihong       | CHN  | 20,33     |
| 3     | Natalja Lissowskaja | URS  | 20,00     |
| 4     | Stephanie Storp     | GER  | 19,43     |
| 5     | Belsy Laza          | CUB  | 18,91     |
| 6     | Kathrin Neimke      | GER  | 18,77     |
| 7     | Connie Price-Smith  | USA  | 18,59     |
| 8     | Swetlana Kriweljowa | URS  | 18,58     |

Finale am 10. März

## Demonstrationswettkampf
Der folgende Wettkampf zählte nicht offiziell zu den Weltmeisterschaften.

### Dreisprung
| Platz | Athletin            | Land | Weite (m) |
| ----- | ------------------- | ---- | --------- |
| 1     | Inessa Krawez       | URS  | 14,44 WR  |
| 2     | Li Huirong          | CHN  | 13,98     |
| 3     | Sofija Boschanowa   | BUL  | 13,62     |
| 4     | Tamara Malešev      | YUG  | 13,35     |
| 5     | Ana Isabel Oliveira | POR  | 13,22     |
| 6     | Octavia Iacob       | ROU  | 13,08     |
| 7     | Li Jing             | CHN  | 13,06     |
| 8     | Diane Sommerville   | JAM  | 12,89     |

Finale am 9. März
Krawez verbesserte jeweils den Weltrekord in ihren ersten drei Sprüngen (14,30 m, 14,39 m, 14,44 m).

## Erklärungen
- WR: Weltrekord

## Medaillenspiegel
| Medaillenspiegel | Medaillenspiegel       | Medaillenspiegel | Medaillenspiegel | Medaillenspiegel | Medaillenspiegel |
| Platz            | Land                   | Gold             | Silber           | Bronze           | Gesamt           |
| ---------------- | ---------------------- | ---------------- | ---------------- | ---------------- | ---------------- |
| 1                | Sowjetunion            | 7                | 6                | 4                | 17               |
| 2                | Deutschland            | 6                | 1                | 2                | 9                |
| 3                | Vereinigte Staaten     | 4                | 1                | 2                | 7                |
| 4                | Jamaika                | 2                | 1                | –                | 3                |
| 5                | Frankreich             | 1                | 1                | 1                | 3                |
| 6                | Volksrepublik China    | 1                | 1                | –                | 2                |
| 6                | Kenia                  | 1                | 1                | –                | 2                |
| 8                | Schweiz                | 1                | –                | 1                | 2                |
| 9                | Algerien               | 1                | –                | –                | 1                |
| 9                | Bulgarien              | 1                | –                | –                | 1                |
| 9                | Irland                 | 1                | –                | –                | 1                |
| 12               | Spanien                | –                | 3                | 1                | 4                |
| 13               | Rumänien               | –                | 2                | 3                | 5                |
| 14               | Vereinigtes Königreich | –                | 2                | 2                | 4                |
| 15               | Italien                | –                | 1                | 3                | 4                |
| 15               | Kuba                   | –                | 1                | 3                | 4                |
| 17               | Australien             | –                | 1                | –                | 1                |
| 17               | Marokko                | –                | 1                | –                | 1                |
| 17               | Österreich             | –                | 1                | –                | 1                |
| 17               | Polen                  | –                | 1                | –                | 1                |
| 17               | Tschechoslowakei       | –                | 1                | –                | 1                |
| 22               | Kanada                 | –                | –                | 2                | 3                |
| 23               | Nigeria                | –                | –                | 1                | 1                |
| 23               | Portugal               | –                | –                | 1                | 1                |
| 23               | Schweden               | –                | –                | 1                | 1                |